# Dreaming (песня Blondie)
«Dreaming» — песня американской рок-группы Blondie, выпущенная в качестве лид-сингла с их четвёртого студийного альбома Eat to the Beat (1979). В рейтинге 500 величайших песен всех времен по версии журнала Rolling Stone (2021) композиция заняла 414-е место.

## История написания
Песня была написана участниками группы, Крисом Стейном и Дебби Харри. Стейн написал музыку, а также придумал строчку «dreaming is free», тогда как Харри написала текст композиции.

## Чарты и сертификации

### Чарты
| Чарт (1979)                         | Наивысшая позиция |
| ----------------------------------- | ----------------- |
| Австралия (ARIA)                    | 53                |
| Австрия (Ö3 Austria Top 40)         | 18                |
| Канада (Billboard Canadian Hot 100) | 4                 |
| Финляндия (Suomen virallinen lista) | 20                |
| Ирландия (IRMA)                     | 3                 |
| Нидерланды (Dutch Top 40)           | 18                |
| Нидерланды (Single Top 100)         | 12                |
| Новая Зеландия (Recorded Music NZ)  | 9                 |
| Норвегия (VG-lista)                 | 6                 |
| Швеция (Sverigetopplistan)          | 19                |
| Великобритания (OCC UK Singles)     | 2                 |
| США (Billboard Hot 100)             | 27                |

### Продажи и сертификации
| Регион | Сертификация | Продажи  |
| --- | ------------ | -------- |
| Великобритания (BPI) | Серебряный   | 250 000^ |
| * Данные о продажах приведены только на основе сертификации. ^ Данные о тиражах приведены только на основе сертификации. |              |          |

## В популярной культуре
Песня вошла в саундтреки фильмов «Панк из Солт-Лейк-Сити» (1998) и «T2: Трейнспоттинг» (2017). В 2019 году она была использована в качестве вступительной заставки к третьему сезону сериала HBO «Двойка».

## Кавер-версии
Песня была перезаписана рядом музыкантов, в том числе Сюзанной Хоффс и Мэттью Суитом, а также коллективами The Smashing Pumpkins, The Posies, Yo La Tengo и Green Day.